# Argyrolepidia angustifascia
Argyrolepidia angustifascia là một loài bướm đêm trong họ Noctuidae.